# Real Madrid Club de Fútbol 2005-2006
Questa voce raccoglie le informazioni riguardanti il Real Madrid Club de Fútbol nelle competizioni ufficiali della stagione 2005-2006.

## Maglie e divise
|  | Casa | Trasferta | Terza divisa |

## Rosa
| N. |                      | Ruolo | Calciatore      |
| -- | -------------------- | ----- | --------------- |
| 1  | Spagna (bandiera)    | P     | Iker Casillas   |
| 2  | Spagna (bandiera)    | D     | Míchel Salgado  |
| 3  | Brasile (bandiera)   | D     | Roberto Carlos  |
| 4  | Spagna (bandiera)    | D     | Sergio Ramos    |
| 5  | Francia (bandiera)   | C     | Zinédine Zidane |
| 6  | Spagna (bandiera)    | D     | Iván Helguera   |
| 7  | Spagna (bandiera)    | A     | Raúl (capitano) |
| 8  | Brasile (bandiera)   | A     | Júlio Baptista  |
| 9  | Brasile (bandiera)   | A     | Ronaldo         |
| 10 | Brasile (bandiera)   | A     | Robinho         |
| 11 | Brasile (bandiera)   | D     | Cicinho         |
| 12 | Uruguay (bandiera)   | C     | Pablo García    |
| 13 | Spagna (bandiera)    | P     | Diego López     |
| 14 | Spagna (bandiera)    | C     | Guti            |
| 15 | Spagna (bandiera)    | D     | Raúl Bravo      |
| 16 | Danimarca (bandiera) | C     | Thomas Gravesen |

| N. |                               | Ruolo | Calciatore         |
| -- | ----------------------------- | ----- | ------------------ |
| 18 | Inghilterra (bandiera)        | D     | Jonathan Woodgate  |
| 19 | Italia (bandiera)             | A     | Antonio Cassano    |
| 20 | Spagna (bandiera)             | D     | Óscar Miñambres    |
| 21 | Uruguay (bandiera)            | D     | Carlos Diogo       |
| 22 | Spagna (bandiera)             | D     | Francisco Pavón    |
| 23 | Inghilterra (bandiera)        | C     | David Beckham      |
| 24 | Spagna (bandiera)             | D     | Álvaro Mejía Pérez |
| 26 | Spagna (bandiera)             | D     | Álvaro Arbeloa     |
| 27 | Spagna (bandiera)             | A     | Roberto Soldado    |
| 28 | Spagna (bandiera)             | C     | Rubén de la Red    |
| 29 | Spagna (bandiera)             | C     | José Manuel Jurado |
| 31 | Spagna (bandiera)             | P     | David Cobeño       |
| 34 | Spagna (bandiera)             | C     | Javi García        |
| 35 | Guinea Equatoriale (bandiera) | C     | Javier Balboa      |
| 40 | Spagna (bandiera)             | C     | Adrián Martín      |

## Calciomercato

### Sessione estiva
| Acquisti         | Acquisti        | Acquisti    | Acquisti                  |
| R.               | Nome            | da          | Modalità                  |
| ---------------- | --------------- | ----------- | ------------------------- |
| D                | Sergio Ramos    | Siviglia    | definitivo (27 milioni €) |
| A                | Robinho         | Santos      | definitivo (24 milioni €) |
| A                | Júlio Baptista  | Siviglia    | definitivo (20 milioni €) |
| D                | Carlos Diogo    | River Plate | definitivo (5 milioni €)  |
| C                | Pablo García    | Osasuna     | definitivo (4 milioni €)  |
| Altre operazioni |                 |             |                           |
| R.               | Nome            | da          | Modalità                  |
| D                | Óscar Miñambres | Espanyol    | fine prestito             |
| D                | Rubén González  | Albacete    | fine prestito             |
| P                | Carlos Sánchez  | Poli Ejido  | fine prestito             |

| Cessioni         | Cessioni        | Cessioni       | Cessioni                  |
| R.               | Nome            | a              | Modalità                  |
| ---------------- | --------------- | -------------- | ------------------------- |
| A                | Michael Owen    | Newcastle Utd  | definitivo (25 milioni €) |
| D                | Walter Samuel   | Inter          | definitivo (16 milioni €) |
| C                | Santiago Solari | Inter          | definitivo (2 milioni €)  |
| D                | Juanfran        | Espanyol       | prestito (100 mila €)     |
| A                | Luís Figo       | Inter          | gratuito                  |
| C                | Albert Celades  | Real Saragozza | gratuito                  |
| P                | César           | Real Saragozza | gratuito                  |
| A                | Javier Portillo | Club Bruges    | prestito                  |
| P                | Carlos Sánchez  | Almería        | prestito                  |
| C                | Borja Fernández | Maiorca        | prestito                  |
| Altre operazioni |                 |                |                           |
| R.               | Nome            | da             | Modalità                  |

### Sessione invernale
| Acquisti         | Acquisti        | Acquisti  | Acquisti                   |
| R.               | Nome            | da        | Modalità                   |
| ---------------- | --------------- | --------- | -------------------------- |
| A                | Antonio Cassano | Roma      | definitivo (5,5 milioni €) |
| D                | Cicinho         | San Paolo | definitivo (4 milioni €)   |
| Altre operazioni |                 |           |                            |
| R.               | Nome            | da        | Modalità                   |

| Cessioni         | Cessioni         | Cessioni         | Cessioni         |
| R.               | Nome             | a                | Modalità         |
| Altre operazioni | Altre operazioni | Altre operazioni | Altre operazioni |
| R.               | Nome             | da               | Modalità         |
| ---------------- | ---------------- | ---------------- | ---------------- |

## Risultati

### Primera División

#### Girone di andata
| Arbitro: | Miguel Ángel Pérez Lasa |

|            |           |                     |
| Pavoni 63’ | Marcatori | 4’ Ronaldo 85’ Raúl |

| Arbitro: | Rafael Ramírez Domínguez |

|                                       |           |                                     |
| Ronaldo 37’ (rig.) Júlio Baptista 44’ | Marcatori | 8’ Contreras 45’ Núñez 77’ Canobbio |

| Arbitro: | Julián Rodríguez Santiago |

|            |           |  |
| Jarque 68’ | Marcatori |  |

| Arbitro: | Alberto Undiano Mallenco |

|                           |           |                     |
| Robinho 53’ Raúl 65’, 69’ | Marcatori | 25’ (aut.) Woodgate |

| Arbitro: | Manuel Enrique Mejuto González |

|  |           |                           |
|  | Marcatori | 60’, 83’ Ronaldo 90’ Guti |

| Arbitro: | Luis Medina Cantalejo |

|                                                        |           |  |
| Ronaldo 33’ Roberto Carlos 45’, 66’ Júlio Baptista 77’ | Marcatori |  |

| Arbitro: | Bernardino González Vázquez |

|  |           |                                  |
|  | Marcatori | 9’, 61’ Ronaldo 90’ (aut.) Perea |

| Arbitro: | Arturo Daudén Ibáñez |

|          |           |                             |
| Raúl 36’ | Marcatori | 22’ Baraja 40’ (rig.) Villa |

| Arbitro: | Alfonso Pérez Burrull |

|  |           |                       |
|  | Marcatori | 10’ Robinho 79’ Mejía |

| Arbitro: | César Muñiz Fernández |

|                           |           |  |
| Roberto Carlos 78’ (rig.) | Marcatori |  |

| Arbitro: | David Fernández Borbalán |

|                                |           |          |
| De Guzmán 34’ Delgado 44’, 83’ | Marcatori | 86’ Raúl |

| Arbitro: | Eduardo Iturralde González |

|  |           |                               |
|  | Marcatori | 15’ Eto'o 60’, 77’ Ronaldinho |

| Arbitro: | Alberto Undiano Mallenco |

|                              |           |                           |
| Xabi Prieto 43’ De Paula 59’ | Marcatori | 86’ Raúl Bravo 88’ Zidane |

| Arbitro: | Fernando Teixeira Vitienes |

|             |           |  |
| Ronaldo 18’ | Marcatori |  |

| Arbitro: | Arturo Daudén Ibáñez |

|  |           |                              |
|  | Marcatori | 34’ Sergio Ramos 37’ Robinho |

| Arbitro: | Alfonso Pérez Burrull |

|             |           |               |
| Soldado 83’ | Marcatori | 76’ Milošević |

| Arbitro: | Javier Turienzo Álvarez |

|             |           |                           |
| Ronaldo 68’ | Marcatori | 21’ Ayoze 27’ Felipe Melo |

| Villarreal 8 gennaio 2006, ore 20:00 CET 18ª giornata | Villarreal            | 0 – 0 referto | Real Madrid | El Madrigal (23 000 spett.)\| Arbitro: \| Luis Medina Cantalejo \| |
| Arbitro:                                              | Luis Medina Cantalejo |               |             |                                                                    |

| Arbitro: | Evaristo Puentes Leira |

|                                     |           |                           |
| Guti 6’ Zidane 58’ (rig.), 60’, 90’ | Marcatori | 50’ Luís Fabiano 82’ Ocio |

#### Girone di ritorno
| Arbitro: | Vicente José Lizondo Cortés |

|                                            |           |            |
| Roberto Carlos 67’ Beckham 70’ Robinho 82’ | Marcatori | 54’ Medina |

| Arbitro: | Fernando Teixeira Vitienes |

|           |           |                         |
| Lequi 39’ | Marcatori | 16’ Robinho 56’ Cicinho |

| Arbitro: | Manuel Enrique Mejuto González |

|                                      |           |  |
| Guti 14’ Zidane 42’, 50’ Ronaldo 44’ | Marcatori |  |

| Arbitro: | Rafael Ramírez Domínguez |

|  |           |                           |
|  | Marcatori | 5’ Robinho 90’ Raúl Bravo |

| Arbitro: | Alberto Undiano Mallenco |

|                                 |           |  |
| Guti 6’ Robinho 10’ Cicinho 77’ | Marcatori |  |

| Arbitro: | Eduardo Iturralde González |

|                                  |           |                  |
| Pisculichi 52’ (rig.) Arango 79’ | Marcatori | 31’ Sergio Ramos |

| Arbitro: | Luis Medina Cantalejo |

|                               |           |            |
| Cassano 5’ Júlio Baptista 40’ | Marcatori | 28’ Kežman |

| Valencia 12 marzo 2006, ore 19:00 CET 27ª giornata | Valencia                       | 0 – 0 referto | Real Madrid | Mestalla (52 000 spett.)\| Arbitro: \| Manuel Enrique Mejuto González \| |
| Arbitro:                                           | Manuel Enrique Mejuto González |               |             |                                                                          |

| Madrid 19 marzo 2006, ore 19:00 CET 28ª giornata | Real Madrid             | 0 – 0 referto | Real Betis | Stadio Santiago Bernabéu (75 000 spett.)\| Arbitro: \| Miguel Ángel Pérez Lasa \| |
| Arbitro:                                         | Miguel Ángel Pérez Lasa |               |            |                                                                                   |

| Arbitro: | César Muñiz Fernández |

|               |           |             |
| D. Milito 47’ | Marcatori | 88’ Ronaldo |

| Arbitro: | Arturo Daudén Ibáñez |

|                                                                   |           |  |
| Héctor 39’ (aut.) Ronaldo 36’ Sergio Ramos 69’ Júlio Baptista 81’ | Marcatori |  |

| Arbitro: | Luis Medina Cantalejo |

|                       |           |             |
| Ronaldinho 22’ (rig.) | Marcatori | 37’ Ronaldo |

| Arbitro: | David Fernández Borbalán |

|             |           |                 |
| Ronaldo 26’ | Marcatori | 62’ M. González |

| Arbitro: | Evaristo Puentes Leira |

|          |           |                    |
| Tena 84’ | Marcatori | 60’ Júlio Baptista |

| Arbitro: | Eduardo Iturralde González |

|                                    |           |           |
| Zidane 66’ (rig.) Sergio Ramos 89’ | Marcatori | 23’ Bóvio |

| Arbitro: | Arturo Daudén Ibáñez |

|  |           |                           |
|  | Marcatori | 51’ (rig.) Júlio Baptista |

| Arbitro: | Javier Turienzo Álvarez |

|                    |           |                                                   |
| Matabuena 75’, 89’ | Marcatori | 33’ (rig.) Roberto Carlos 59’ Soldado 69’ Robinho |

| Arbitro: | Fernando Teixeira Vitienes |

|                                    |           |                                         |
| Júlio Baptista 22’, 88’ Zidane 66’ | Marcatori | 30’ (aut.) Mejía 38’, 85’ (rig.) Forlán |

| Arbitro: | Alfonso Pérez Burrull |

|                                                   |           |                             |
| Jesús Navas 28’ Saviola 30’, 34’ Luís Fabiano 45’ | Marcatori | 16’, 26’ Beckham 72’ Zidane |

### Copa del Rey

#### Ottavi di finale
| Arbitro: | Alberto Undiano Mallenco |

|  |           |             |
|  | Marcatori | 70’ Beckham |

| Arbitro: | David Fernández Borbalán |

|                                               |           |  |
| Robinho 29’, 89’ Sergio Ramos 64’ Soldado 86’ | Marcatori |  |

#### Quarti di finale
| Arbitro: | Bernardino González Vázquez |

|  |           |             |
|  | Marcatori | 65’ Cassano |

| Arbitro: | Miguel Ángel Pérez Lasa |

|             |           |  |
| Robinho 43’ | Marcatori |  |

#### Semifinale
| Arbitro: | Alfonso Pérez Burrull |

|                                                |           |                    |
| D. Milito 14’, 21’, 31’, 55’ Ewerthon 59’, 82’ | Marcatori | 37’ Júlio Baptista |

| Arbitro: | Bernardino González Vázquez |

|                                                      |           |  |
| Cicinho 1’ Robinho 5’ Ronaldo 10’ Roberto Carlos 60’ | Marcatori |  |

### UEFA Champions League

#### Fase a gironi
| Arbitro: | De Santis |

|                                   |           |  |
| Carew 21’ Juninho 26’ Wiltord 31’ | Marcatori |  |

| Arbitro: | Merk |

|                     |           |           |
| Raúl 9’ Soldado 86’ | Marcatori | 48’ Kafes |

| Arbitro: | Bennett |

|                                                   |           |            |
| Woodgate 48’ Raúl 52’ I. Helguera 68’ Beckham 82’ | Marcatori | 40’ Strand |

| Arbitro: | Stark |

|  |           |                            |
|  | Marcatori | 26’ (aut.) Dorsin 41’ Guti |

| Arbitro: | De Bleeckere |

|          |           |           |
| Guti 41’ | Marcatori | 71’ Carew |

| Arbitro: | Milton Nielsen |

|                       |           |          |
| Bulut 50’ Rivaldo 87’ | Marcatori | 7’ Ramos |

#### Fase a eliminazione diretta
| Arbitro: | Farina |

|  |           |           |
|  | Marcatori | 47’ Henry |

| Londra 8 marzo 2006, ore 20:45 CET Ottavi di finale - Ritorno | Arsenal | 0 – 0 (1-0 agg.) referto | Real Madrid | Highbury\| Arbitro: \| Micheľ \| |
| Arbitro:                                                      | Micheľ  |                          |             |                                  |

## Statistiche

### Statistiche di squadra
| Competizione     | Punti | In casa | In casa | In casa | In casa | In casa | In casa | In trasferta | In trasferta | In trasferta | In trasferta | In trasferta | In trasferta | Totale | Totale | Totale | Totale | Totale | Totale | DR  |
| Competizione     | Punti | G       | V       | N       | P       | Gf      | Gs      | G            | V            | N            | P            | Gf           | Gs           | G      | V      | N      | P      | Gf     | Gs     | DR  |
| ---------------- | ----- | ------- | ------- | ------- | ------- | ------- | ------- | ------------ | ------------ | ------------ | ------------ | ------------ | ------------ | ------ | ------ | ------ | ------ | ------ | ------ | --- |
| Liga             | 70    | 19      | 11      | 4       | 4       | 40      | 21      | 19           | 9            | 6            | 4            | 30           | 19           | 38     | 20     | 10     | 8      | 70     | 40     | +30 |
| Coppa del Re     | -     | 3       | 3       | 0       | 0       | 9       | 0       | 3            | 2            | 0            | 1            | 3            | 6            | 6      | 5      | 0      | 1      | 12     | 6      | +6  |
| Champions League | -     | 4       | 2       | 1       | 1       | 7       | 4       | 4            | 1            | 1            | 2            | 3            | 5            | 8      | 3      | 2      | 3      | 10     | 9      | +1  |
| Totale           | -     | 26      | 16      | 5       | 5       | 56      | 25      | 26           | 12           | 7            | 7            | 36           | 30           | 52     | 28     | 12     | 12     | 92     | 55     | +37 |

### Andamento in campionato
| Giornata  | 1 | 2 | 3  | 4 | 5 | 6 | 7 | 8 | 9 | 10 | 11 | 12 | 13 | 14 | 15 | 16 | 17 | 18 | 19 | 20 | 21 | 22 | 23 | 24 | 25 | 26 | 27 | 28 | 29 | 30 | 31 | 32 | 33 | 34 | 35 | 36 | 37 | 38 |
| --------- | - | - | -- | - | - | - | - | - | - | -- | -- | -- | -- | -- | -- | -- | -- | -- | -- | -- | -- | -- | -- | -- | -- | -- | -- | -- | -- | -- | -- | -- | -- | -- | -- | -- | -- | -- |
| Luogo     | T | C | T  | C | T | C | T | C | T | C  | T  | C  | T  | C  | T  | C  | C  | T  | C  | C  | T  | C  | T  | C  | T  | C  | T  | C  | T  | C  | T  | C  | T  | C  | T  | T  | C  | T  |
| Risultato | V | P | P  | V | V | V | V | P | V | V  | P  | P  | N  | V  | V  | N  | P  | N  | V  | V  | V  | V  | V  | V  | P  | V  | N  | N  | N  | V  | N  | N  | N  | V  | V  | V  | N  | P  |
| Posizione | 5 | 8 | 15 | 6 | 3 | 3 | 1 | 3 | 1 | 1  | 3  | 4  | 6  | 4  | 3  | 3  | 5  | 6  | 4  | 4  | 3  | 3  | 3  | 3  | 3  | 2  | 2  | 2  | 3  | 2  | 2  | 2  | 3  | 3  | 3  | 2  | 2  | 2  |

Legenda:

Luogo: C = Casa; T = Trasferta. Risultato: V = Vittoria; N = Pareggio; P = Sconfitta.